# 陳柏廷
陳柏廷（1966年—），生於台灣台北市，企業家，為萬海航運陳家第三代接班人，現任士林紙業、萬海航運與八仙樂園董事長。

## 生平
陳柏廷為企業家陳勇之孫，其生父為陳朝亨，其胞兄陳致遠、陳致超，其胞弟陳致祥。因其二伯父陳朝傳膝下無子，出生後就過繼給陳朝傳，在陳朝傳的家庭中長大。於美國舊金山大學，取得企管學碩士。
1992年，進入家族事業，任萬海航運與士林紙業董事長特助。
1999年，任萬海航運副董事長兼總經理。2000年，陳柏廷決定讓萬海航運投入美國遠洋航運，使萬海航運的業績獲得大幅成長。
2004年，任士林紙業副董事長。
2006年，任八仙樂園董事長。
2008年6月，陳家第二代三兄弟陳朝傳、陳朝亨及陳清治皆退出萬海航運董事會，陳柏廷由陳清治手上接下萬海航運董事長，正式完成家族接班。
2013年，其父陳朝傳過世，陳柏廷接任士林紙業董事長。
2015年，為分擔職務，陳柏廷卸任萬海航運總經理，由謝福隆轉任，陳柏廷仍任董事長一職。陳清治之子陳力，出任萬海航運副董事長。

## 家庭
2010年，與其秘書張芷榕結婚。兩人生有二女一子。